# Howlong
Howlong – miasto w Australii, w stanie Nowa Południowa Walia.